# Князь Москворіцький

Герб першого князя Московського Мішеля Нея

Князь Московський (фр. Prince de la Moskowa) — французький шляхетський титул, створений Наполеоном Бонапартом для Маршала Імперії Мішеля Нея 25 березня 1813 року.
Титули перемоги князя Московського та герцога Ельхінгенського передавався в спадщину серед нащадків Мішеля Нея в 1815—1969 роках.

## Історія появи титулу
7 вересня 1812 року, під час Франко-російської війни відбулася Бородінська битва. У Франції вона має назву Московська битва (фр. Bataille de la Moskova). За радянських часів, вона позиціонувалася як «моральна, та стратегічна перемога» російських військ. За межами Росії (зокрема у Франції), ця битва вважається виграною Францією. 14 вересня війська імператора Наполеона, ввійшли в Москву.
23 березня імператор Франції Наполеон Бонапарт нагороджує одного з керівників битви маршала Мішеля Нея, титулом князя Московського. Це був його другий титул, дарований імператором, за його військові перемоги. Ще в 1808 році, за перемогу в Ельхінгенській битві (Баварія), його було нагороджено титулом герцог Ельхінгенський (фр. Duc d'Elchingen). Ці два титули належали роду Неїв до ХХ століття.

## Наслідування
Після страти 1-го князя Московського Мішеля Нея титул князя Московського перейшов до його сина Наполеона Жозефа. Другий же син, Мішель Луї Феликс став 2-м герцогом Ельхінгенським. Титули не повинні були об'єднуватися поки є другий представник чоловічої статі з родини Неїв. Але так трапилося, що в 1928 році, перший раз з 1815 року, два титули знову опинилися у однієї людини.
В 1969 році, помер останній князь Московський.

## Перелік князів Московських
- 1813—1815 Мішель Ней (1769—1815) — 1-й князь Московський. 1-й герцог Ельхінгенський. Французький полководець. Маршал Імперії. Пер Франції. Один з найближчих поплічників Наполеона, брав участь майже у всіх його військових компаніях.
- 1815—1857 Наполеон Жозеф Ней (1803—1857) — 2-й князь Московський. Французький політичний та військовий діяч. Бригадний генерал. За часи Другої Імперії міністр внутрішніх справ. Старший син Мішеля Нея.
- 1857—1882 Едгар Наполеон Анрі Ней (1812—1882) — 3-й князь Московський. Політичний діяч Другої Імперії. Помічник Наполеона III. Дивізійний генерал. Великий офіцер Ордену Почесного легіону. Головний ловчий Франції. Четвертий син Мішеля Нея.
- 1882—1928 Леон Наполеон Луї Мішель Ней (1870—1928) — 4-й князь Московський. 3-й герцог Ельхінгенський. Старший син Едгара Наполеона.
- 1928—1933 Шарль Алоїз Жан Габріель Ней (1873—1933) — 5-й князь Московський. 4-й герцог Ельхінгенський. Молодший син Едгара Наполеона.
- 1933—1969 Мішель Жорж Наполеон Ней (1905—1969) — 6-й князь Московський. 5-й герцог Ельхінгенський. Був єдиним сином Шарля Алоїза. Був останнім князем Московським, а також герцогом Ельхінгенським.

## Галерея

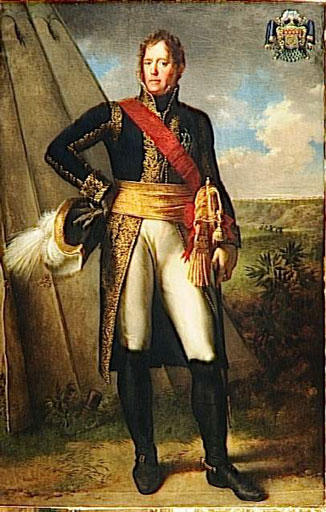
1-й князь Московський Мішель Ней
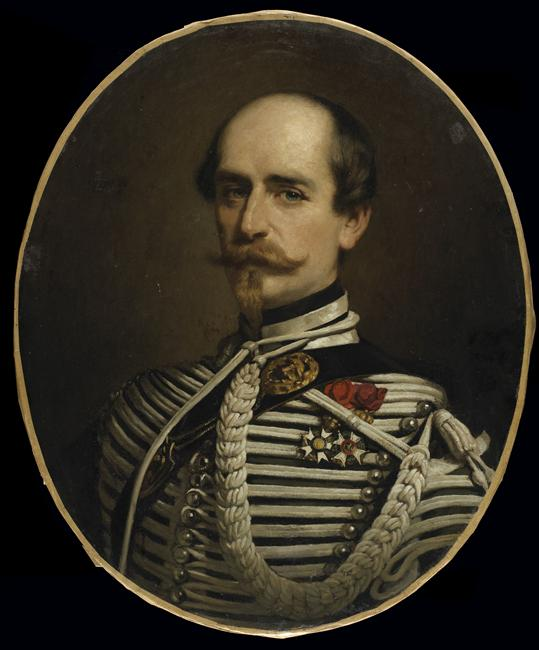
3-й князь Московський Едгар Наполеон Анрі  Ней